# Đuro Popijač
Đuro Popijač (ur. 23 kwietnia 1959 w Bjelovarze) – chorwacki polityk, inżynier i menedżer, deputowany, w latach 2009–2011 minister gospodarki, pracy i przedsiębiorczości.

## Życiorys
Z wykształcenia inżynier, absolwent elektrotechniki na Uniwersytecie Mariborskim (1981). W 2006 uzyskał magisterium z ekonomii na Uniwersytecie w Zagrzebiu. Od 1984 był zawodowo związany z instytucjami zajmującymi się systemem płatności – początkowo z ZAP (do 1993 działającym jako SDK), a od 2002 z powołaną wówczas agencją finansową FINA. Był m.in. zastępcą dyrektora oddziału w Bjelovarze i dyrektorem departamentu technologii informacyjnych. W latach 1997–2001 pełnił funkcję zastępcy dyrektora generalnego w ZAP, w 2001 był dyrektorem generalnym tej instytucji. W latach 2002–2004 zajmował stanowisko prezesa zarządu w FINA. W 2004 został powołany na dyrektora generalnego chorwackiego zrzeszenia pracodawców HUP.
Od listopada 2009 do grudnia 2011 sprawował urząd ministra gospodarki, pracy i przedsiębiorczości w rządzie Jadranki Kosor. W wyborach w 2011 z ramienia Chorwackiej Wspólnoty Demokratycznej uzyskał mandat posła do Zgromadzenia Chorwackiego VII kadencji, który wykonywał do 2015. W 2017 powołany na prezesa zarządu przedsiębiorstwa przemysłowego Petrokemija, funkcję tę pełnił do 2018.